# Episodi di Mr. Bean (serie televisiva)
La prima e unica stagione della serie televisiva Mr. Bean è stata trasmessa nel Regno Unito dal 1º gennaio 1990 al 15 dicembre 1995 su ITV. Gli episodi sono divisi in diverse scene.
In Italia la serie è andata in onda su Canale 5.
| nº | Titolo originale           | Titolo italiano                         | Prima TV Regno Unito | Prima TV Italia   |
| -- | -------------------------- | --------------------------------------- | -------------------- | ----------------- |
| 1  | Mr. Bean                   | Mr. Bean                                | 1º gennaio 1990      |                   |
| 2  | The Return of Mr. Bean     | Il ritorno di Mr. Bean                  | 5 novembre 1990      | 30 settembre 1997 |
| 3  | The Curse of Mr. Bean      | La maledizione di Mr. Bean              | 1º gennaio 1991      | 21 novembre 1997  |
| 4  | Mr. Bean Goes to Town      | Mr. Bean va in città                    | 15 ottobre 1991      | 12 settembre 1997 |
| 5  | The Trouble with Mr. Bean  | Il problema di essere Mr. Bean          | 1º gennaio 1992      |                   |
| 6  | Mr. Bean Rides Again       | Mr. Bean è di nuovo in pista            | 17 febbraio 1992     |                   |
| 7  | Merry Christmas, Mr. Bean  | Buon Natale, Mr. Bean                   | 29 dicembre 1992     | 20 luglio 1997    |
| 8  | Mr. Bean in Room 426       | Mr. Bean nella stanza 426               | 17 febbraio 1993     | 15 giugno 1997    |
| 9  | Do-It-Yourself Mr. Bean    | Fai da te Mr. Bean / Buon anno Mr. Bean | 10 gennaio 1994      | 27 luglio 1997    |
| 10 | Mind the Baby, Mr. Bean    | Mr. Bean e il bebè                      | 25 aprile 1994       | 22 giugno 1997    |
| 11 | Back to School Mr. Bean    | Mr. Bean ritorna a scuola               | 26 ottobre 1994      | 29 giugno 1997    |
| 12 | Tee off, Mr. Bean          | Mr. Bean gioca a golf                   | 20 settembre 1995    | 6 luglio 1997     |
| 13 | Goodnight Mr. Bean         | Buonanotte Mr. Bean                     | 31 ottobre 1995      | 13 luglio 1997    |
| 14 | Hair By Mr. Bean of London | Mr. Bean mani di forbice                | 15 novembre 1995     |                   |

## Mr. Bean
- Titolo originale: Mr. Bean
- Diretto da: John Howard Davies
- Scritto da: Ben Elton, Richard Curtis, Rowan Atkinson

### Trama
Scena 1: Dirigendosi a bordo della sua Mini arancione verso la scuola, dove deve sostenere un esame di matematica, Bean sorpassa un furgoncino Reliant Regal Supervan blu e ne causa il ribaltamento. Una volta entrato in classe, si siede al banco e vi deposita diversi portafortuna, una grande quantità di penne, una pantera rosa di gomma e una sveglia. Il protagonista si è preparato bene in trigonometria, in quanto l'esame dell'anno precedente riguardava soprattutto l'algebra, ma nella busta trova un solo foglio con domande proprio di algebra. Nelle due ore che ha a disposizione cerca disperatamente e senza successo di copiare dal vicino, facendosi accidentalmente scoprire da quest'ultimo nel fare ciò, fin quando, a due minuti dal termine della prova, le istruzioni date dal supervisore gli fanno scoprire un'altra busta che contiene un foglio con domande di trigonometria; tenta quindi, servendosi della penna del compagno di banco, di completarlo nei pochi minuti rimasti, continuando a scrivere anche dopo che è stato annunciato lo scadere del tempo e con la sveglia che scatta.
Scena 2: Bean si reca in spiaggia, dove incontra un bagnante che indossa degli occhiali scuri seduto su una sedia. Per evitare di spogliarsi di fronte a lui, tenta di indossare il costume senza mostrarsi nudo, ma, quando finalmente ci riesce, scopre che l'uomo da cui non voleva farsi vedere in realtà è cieco.
Scena 3: Dopo aver maldestralmente spinto fuori il solito furgoncino Reliant da un posteggio regolare, Bean entra in una chiesa per sentire la Messa, ma si annoia, ragion per cui finisce per disturbare continuamente Mr. Sprout (Richard Briers). Decide quindi di tenersi sveglio mangiando una caramella ma, dopo numerosi tentativi piuttosto improbabili di scartarla, questa cade per terra. Per non essere scoperto da Sprout mentre sta cantando, la mette in una tasca della giacca con il quale si era in precedenza soffiato il naso poiché senza fazzoletto. Uscito dalla chiesa, Bean, in auto, imbocca erroneamente una strada senza uscita causando un piccolo incidente che porterà alla distruzione del veicolo.
- Altri interpreti: Paul Bown (studente), Rudolph Walker (esaminatore), Roger Sloman (cieco), Howard Goodall (organista), Richard Briers (Mr. Sprout)
- Il primo episodio della serie presenta numerose differenze rispetto ai successivi, tra cui il colore della Mini di Bean, arancione anziché verde,[14] e l'assenza sia della sigla di testa che della sigla di coda.[15]
- Location:
  - Stanmer House, situato nella stessa cittadina di Stanmer, è l'edificio sfruttato nella prima scena;
  - Peacehaven Beach è dove si svolge la seconda scena;
  - la terza scena si svolge presso la Stanmer Church, mentre l'incidente si svolge all'incrocio fra Headlands Close e Downland Avenue, a Peacehaven.

## Il ritorno di Mr. Bean
- Titolo originale: The Return of Mr. Bean
- Diretto da: John Howard Davies
- Scritto da: Robin Driscoll, Richard Curtis, Rowan Atkinson

### Trama
Scena 1: Mentre sta camminando per la strada, Bean incontra un sassofonista che raccoglie l’elemosina: non avendo nessuna moneta da dargli, decide di improvvisare un balletto al ritmo della musica. Una donna si ferma e gli lascia una moneta, la quale viene messa nella custodia del sassofono del musicista.
Scena 2: Bean si reca ai grandi magazzini Allders per provare la sua nuova carta di credito American Express. Dopo aver rischiato di soffocarsi nell'attraversare il reparto profumeria ed essersi addormentato sulla scala mobile, inizia a fare acquisti testando la merce: prova uno spazzolino, usa una patata per provare uno sbucciapatate, misura le padelle con un pesce e mette nel proprio cesto un telefono del banco di una cassa perché è convinto che sia l'unico funzionante, avendoli testati sollevando solo la cornetta. Giunto alla cassa, Bean scambia accidentalmente la sua carta di credito con quella di un altro cliente: piuttosto che dichiarare e spiegare l'accaduto, infila la mano nella tasca dell'uomo per prendergli il portafogli e scambiare le carte, ma mentre rimette il tutto a posto la mano gli si incastra nella tasca. Il cliente si dirige verso un bagno portandosi appresso Bean, il quale non può far altro che porgergli il rotolo di carta igienica quando questi si siede sul water.
Scena 3: Bean festeggia il suo compleanno a un ristorante di lusso: dopo aver regalato a se stesso una cartolina di compleanno, ordina, in base al prezzo, una tartare di carne credendola un normale piatto a base di carne. Disgustato dall'aspetto e dal sapore del piatto, decide di nasconderne i pezzi in svariati luoghi fin quando un cameriere, inciampando, rovescia i piatti sul tavolo di Bean, che approfitta dell'occasione per incolpare l'uomo di avergli fatto schizzare il contenuto del suo piatto. Il maître lo fa spostare a un altro tavolo e gli fa portare una tartare di carne più grande di quella servita precedentemente.
Scena 4: Bean attende l'arrivo della regina Elisabetta a un ricevimento tenuto presso il cinema Odeon Leicester Square, ma non ha un aspetto estetico adatto: le sue unghie e i suoi denti sono sporchi, il suo alito è pesante, le sue scarpe non sono pulite e non ha un fazzoletto da tasca. Riesce a risolvere questi problemi usando lo sputo per pulirsi le scarpe, ripiegando gli angoli di una cartolina per usarla come un fazzoletto da tasca, utilizzando un filo che sporge dall'uniforme di una maschera come filo interdentale e del profumo per rinfrescarsi l'alito, ma quando si pulisce le unghie usando la zip dei pantaloni un dito gli si incastra tra questa. Riesce a rimetterla a posto solo poco prima che la regina arrivi e lo saluti. Tenta quindi di fare un inchino ma dà una testata alla sovrana, che cade al suolo. Durante la confusione, Bean si dilegua e corre verso l'uscita.
- Altri interpreti: John Junkin (maître), Roger Lloyd Pack (cameriere), Matilda Ziegler (maschera del cinema)
- Primo episodio recante la sigla di testa divenuta poi classica, costituita da un'immagine bicolore di Mr. Bean che cade dal cielo accompagnata dal coro Ecce Homo qui est Faba[15]
- Location:
  - nella prima scena, venne scelto il sottopassaggio di Marsh Farm Road, nel quartiere Twickenham, che collega Talbot Road;
  - la seconda scena si svolge al Allders Department Store, lungo la High Street nel borgo di Sutton.

## La maledizione di Mr. Bean
- Titolo originale: The Curse of Mr. Bean
- Diretto da: John Howard Davies
- Scritto da: Robin Driscoll, Richard Curtis, Rowan Atkinson

### Trama
Scena 1: Bean lascia l'auto in un parcheggio e si reca in una piscina pubblica, dove viene richiamato mentre cerca di salire su uno scivolo per bambini. In seguito vuole provare a tuffarsi dal trampolino più alto, sul quale sale per poi venire preso dal panico: per buttarsi senza guardare di sotto si appende al trampolino, finché due ragazzini in attesa di tuffarsi dopo di lui lo fanno cadere pestandogli le dita con cui si era aggrappato. In acqua, Bean perde il costume da bagno e deve attendere la chiusura della piscina per tentare di uscire senza farsi vedere completamente nudo. Sembra riuscirci, ma proprio mentre sta per entrare negli spogliatoi alcune atlete di nuoto sincronizzato si accorgono della sua presenza.
Scena 2: Non essendo in grado di pagare la tariffa del parcheggio in cui aveva lasciato l'auto, Bean tenta di porre un bidone davanti al sensore di apertura della barriera d'entrata, in modo che la barriera resti sollevata e lui possa uscire contromano. Inizialmente sembra riuscirci, ma è costretto a indietreggiare per via di un'auto che deve entrare. Mentre pensa a una soluzione, Bean nota il solito furgoncino Reliant a tre ruote che sta per entrare nel parcheggio e inizia a venirgli incontro a folle velocità per farlo indietreggiare, riuscendo a uscire ma facendo ribaltare il furgoncino.
Scena 3: Bean, al parco, si siede vicino a un uomo che sta pranzando con un sandwich confezionato e inizia a prepararsi il proprio usando una serie di ingredienti e attrezzi nascosti sotto il cappotto: taglia il pane con le forbici, spalma il burro con la carta di credito, lava la lattuga in una fontanella e la asciuga con un calzino che si è tolto, uccide due aringhe che teneva in un barattolo, avvolge il pepe in un fazzoletto e lo macina pestandolo con una scarpa che si è tolto e prepara il tè in una borsa dell'acqua calda, tramite della quale si mette il tappo all'orecchio, inserisce una bustina di tè e sputa all'interno della borsa dell'acqua calda del latte proveniente da un biberon. Mentre sta per mangiare il panino, Bean starnutisce a causa del troppo pepe, fa cadere il panino per terra e si spruzza il tè addosso: l'uomo seduto al suo fianco, che si era visibilmente scandalizzato per tutto quello che il protagonista stava facendo, gli offre un tramezzino, e sorride mentre il tappo gli salta fuori dall'orecchio.
Scena 4: Bean, in auto, vede un ciclista che conduce a spinta la sua bici fino alla fine dell'incrocio per evitare di doversi fermare al semaforo rosso, per cui decide di fare lo stesso con la sua Mini.
Scena 5: Bean va al cinema accompagnato da Irma Gobb. Dopo aver comprato un cestello di popcorn grande per lui e uno piccolo per lei, si siede in una sala dove proiettano un film dell'orrore (Nightmare - Dal profondo della notte), iniziando a disturbare gli altri spettatori e a prendere in giro Irma. Durante la proiezione, spaventato, tenta di nascondersi dentro al maglione e di tapparsi le orecchie con i popcorn. Al termine del film Irma indossa il cappotto senza infilare le braccia e Bean, afferrando una manica pensando di prenderle la mano, si spaventa a morte terrorizzando anche la ragazza.
- Altri interpreti: Angus Deayton (bagnino, uomo al parco), Matilda Ziegler (Irma Gobb)
- Questo episodio segna la prima apparizione della Mini verde di Bean[14], nonché di Irma Gobb. In alcuni Paesi sono stati censurati gli ultimi secondi della prima scena perché ritenuti offensivi al pudore (si vedono i genitali di Mr. Bean).[senza fonte]
- Location:
  - la prima scena, inerente alla piscina, venne girata nella vecchia Hayes Swimming Pool, una piscina non più esistente dal 2012;
  - la seconda scena, ovvero quella del parcheggio, venne girata al Heathrow Bowling Car Park, nel distretto di Harlington;
  - la quarta scena venne girata all'incrocio di Sixth Cross Road, nel borgo di Houslow.

## Mr. Bean va in città
- Titolo originale: Mr. Bean Goes to Town
- Diretto da: Paul Weiland
- Scritto da: Robin Driscoll, Richard Curtis, Rowan Atkinson

### Trama
Scena 1: Bean acquista un televisore portatile per il suo appartamento e cerca di utilizzarlo. Dopo essere entrato nel suo appartamento e aver inserito una moneta nel contatore per far ripartire la corrente che non funzionava, cerca di posizionare l'antenna per ricevere il segnale. A un certo punto scopre che il televisore funziona correttamente solo se lui si siede in un determinato punto della stanza, un punto da cui però non si riesce a vedere lo schermo, e il segnale scompare se lui si alza dalla sedia, gira il televisore o lo guarda negli occhi. Decide allora di spogliarsi e mettere i propri vestiti, inclusa la biancheria intima, sulla sedia, per poi sedersi davanti al televisore nudo e coperto solo da uno scatolone. Quando sembra essersi risolto il problema, gli viene staccata la corrente, probabilmente perché non aveva pagato la bolletta.
Scena 2: Bean chiede di fargli una foto con la sua Polaroid vicino a delle statue ad un uomo, il quale però lo fa voltare per distrarlo, con la scusa di volergli fare una foto di spalle, gli ruba la macchina fotografica e scappa: il protagonista lo insegue e riesce a bloccarlo intrappolandolo in un cestino della spazzatura e punzecchiandolo con un bastoncino di legno dei gelati, ma quando richiama un agente di polizia di passaggio il ladro gli sfugge. In commissariato, Bean riesce a identificare il ladro solo dopo aver fatto infilare ogni sospettato in un cestino della spazzatura e averlo punzecchiato con il bastoncino per gelati: ascoltando attentamente i versi di dolore del sospettato di turno, individua il colpevole.
Scena 3: Nel tentativo di eliminare un sasso dalla scarpa, Bean se la toglie insieme a un calzino, appoggiandoli sul tetto di un'auto in sosta. Il veicolo però parte, così Bean lo insegue saltellando su un piede solo per tutta la città, riuscendo infine a raggiungerlo.
Scena 4: Dirigendosi verso il luogo di un appuntamento con Irma Gobb, Bean decide di sistemarsi i capelli: non riuscendo in alcun modo a vedere la parte posteriore della testa, decide di fotografarsela servendosi di una macchina per fototessere. Successivamente si reca in un locale con Irma, dirigendosi verso una sala dove si tengono dei giochi di prestigio: credendo che il mago che fa sparire il suo orologio glielo voglia in realtà rubare, Bean inizia a rovinare lo spettacolo apparendo e uscendo sempre dalla cabina non nel momento corretto, per cui il mago viene fischiato e deriso da tutti (viene anche visto in corridoio, che cerca con rabbia il protagonista per aver rovinato il suo spettacolo). La fidanzata, imbarazzata, si reca in una sala da ballo dove trova un altro uomo: colmo di gelosia, Bean tenta in tutti i modi di impedire alla ragazza di ballare con quest'uomo e arriva addirittura a spegnere la luce nella sala. Tornando a casa, il protagonista passa davanti a una vetrina in cui sono esposti dei televisori che perdono il segnale quando lui ci si avvicina.
- Altri interpreti: Nick Hancock (ladro), Robin Driscoll (agente di polizia), Dursley McLinden (commesso), Matilda Ziegler (Irma Gobb), Alan Shaxon (Eddie Spangle), Julia Howson (Monique), Howard Goodall (tastierista), Richard Marcangelo (batterista)
- È il primo episodio con sequenze registrate su pellicola e in stereofonia.[senza fonte]
- Location:
  - gli esterni dell'appartamento di Bean, nella prima scena, vennero girati nel quartiere di Surbiton lungo The Avenue, poco distante all'incrocio con Christ Church Road;
  - nella seconda scena, Battersea Park è il parco dove Bean scatta le foto e dove gli viene rubata la Polaroid;
  - Market Square, nel quartiere Kingston, fu la piazza dove Bean, nella terza scena, si ritrova vagante con una scarpa.

## Il problema di essere Mr. Bean
- Titolo originale: The Trouble With Mr. Bean
- Diretto da: Paul Weiland
- Scritto da: Robin Driscoll, Richard Curtis, Rowan Atkinson

### Trama
Scena 1: Per poter dormire di più, Bean mette fuori uso i sistemi da lui stesso progettati per svegliarsi: getta la sveglia nell'acqua e intasa con l'alluce il getto di vapore proveniente da una caffettiera dotata di timer. Una volta alzatosi si accorge di essere in ritardo all'appuntamento dal dentista e decide di cambiarsi e lavarsi i denti mentre guida: arrivato in orario allo studio del dentista, Bean spinge fuori dal posteggio il solito furgoncino Reliant azzurro a tre ruote.
Scena 2: Mentre si trova nella sala d'attesa del dentista, Bean cerca una rivista da leggere, ma non trova nulla se non un fumetto di Batman in mano a un bambino, che si rifiuta di prestarglielo. Dopo essere riuscito a ottenere il fumetto versando dell'acqua sui pantaloni del bambino, il protagonista viene fatto accomodare dal dentista: sedutosi sulla poltrona, inizia a toccare i comandi e a giocare con gli attrezzi, fino a far perdere i sensi al dentista con un'iniezione di procaina. Notando che l'odontoiatra non rinviene, Bean decide di curarsi da solo, trapanandosi tutti i denti. Poco dopo il dentista rinviene facendo spaventare il protagonista, il quale può finalmente congedarsi.
Scena 3: Recatosi a un parco per fare un picnic, Bean parcheggia l'auto troppo vicino a un'altra e non riesce ad aprire la portiera. Allora indietreggia, scende e spinge la macchina a mano dentro al posteggio, ma subito dopo l'auto accanto si allontana. Al parco, aiuta un bambino a cui si è inceppato il radiocomando di una barca. Riesce a ripararlo invertendo alcuni circuiti, ma ne aumenta la potenza al punto tale da arrivare a controllare persino una sedia a rotelle elettrica situata nelle vicinanze. Dopo aver constatato che la barca funziona, Bean lascia il radiocomando al bambino, che dirige, a sua insaputa, la sedia verso di lui, facendolo cadere in acqua.
Scena 4: Una volta raggiunto il prato del pic-nic, Bean inizia a leggere un libro e a mangiare, ma viene disturbato da un'ape. Dopo diversi tentativi a vuoto, riesce a uccidere l'insetto schiacciandolo tra le pagine del libro, ma finisce per attirare un intero sciame d'api, che lo insegue fino all'automobile.
- Altri interpreti: Richard Wilson (Mr. Peggit), Nathan Lewis (ladro).
- Location: nella prima scena, gli esterni dello studio dentistico vennero girati lungo la Gloucester Road, all'incrocio con Connaught Road, nel distretto di Teddington.

## Mr. Bean è di nuovo in pista
- Titolo originale: Mr. Bean Rides Again
- Diretto da: Paul Weiland
- Scritto da: Robin Driscoll, Richard Curtis, Rowan Atkinson

### Trama
Scena 1: Bean deve recarsi all'ufficio postale, ma la batteria della sua auto è scarica: decide di prendere l'autobus, ma alla fermata incontra un uomo che viene colpito da arresto cardiaco. Tenta invano di rianimarlo ricorrendo a diversi metodi: percuotendolo, infilandogli pillole nella bocca, praticandogli massaggio cardiaco e respirazione bocca a bocca. Alla fine riesce a rinvenirlo con l'elettroshock, facendosi prestare dei cavi per auto da un ragazzo vicino e collegandoli all'alimentazione di un lampione. L'uomo lo ringrazia, ma nello stringergli la mano tocca accidentalmente il cavo elettrico e sviene. Sopraggiunge un'ambulanza ma, mentre gli infermieri lo soccorrono, Bean collega i cavi all'ambulanza per mettere in moto la sua auto, lasciando il mezzo in panne.
Scena 2: Una volta partito, Bean si reca presso una cassetta postale per spedire una lettera: inumidendo il retro del francobollo, gli resta attaccato alla lingua e finisce per ingoiarlo. Arrivato alla cassetta postale, il protagonista asporta il francobollo da un'altra lettera imbucata da una signora di passaggio, inumidendolo con il vapore proveniente dal radiatore dell'auto e incollandolo sulla sua busta delle lettere utilizzando una vecchia caramella attaccata al taschino della giacca. Riuscito nell'intento, la lettera da cui ha rubato il francobollo vola via ricadendo sul marciapiede ad insaputa di Bean e vede sopraggiungere il postino venuto per svuotare la cassetta postale. Prima di riuscire a consegnare la lettera all'uomo però, vede in lontananza arrivare la signora a cui aveva rubato il francobollo e la quale, vedendo la propria lettera senza esso sul marciapiede chiede spiegazioni al postino, a quel punto Bean è costretto a chiudersi nella cassetta postale, lasciata distrattamente aperta proprio dal postino. Quest'ultimo la richiude e il protagonista riuscirà a uscire solo grazie all'aiuto involontario di un altro postino. Bean, appena uscito dalla cassetta postale, perde le chiavi dell'auto in un tombino, per cui è costretto a prendere l'autobus, sul quale non riesce a salire perché tutti i posti sono occupati.
Scena 3: Bean deve partire per un viaggio e inizia a scegliere le cose da portarsi. Si rende conto però che la valigia che ha a disposizione è troppo piccola per contenerle tutte. Per farci stare tutto decide allora di mettere due scatolette, una sola scarpa, un tubetto di dentifricio svuotato, dei pantaloni tagliati a metà e uno spazzolino spezzato in due. Accortosi di avere già dei pantaloni corti e, soprattutto, una valigia più grande, decide di mettere quella più piccola all'interno di quest'ultima.
Scena 4: In treno, Bean cerca di leggere, ma è costantemente disturbato dal compagno di scompartimento, che legge un romanzo comico e ride fragorosamente, quindi si tappa le orecchie usando la cravatta, i calzini e le gomme da masticare che trova attaccate sotto al sedile. Quando arriva il controllore chiedendo di esibire i biglietti, Bean, avendo le orecchie tappate, non lo sente e continua a usare il titolo di viaggio come segnalibro, fin quando questo vola via dal finestrino in quanto il protagonista si spaventa avendo visto improvvisamente il controllore, facendo ridere ancora di più l'uomo.
Scena 5: Mentre si trova in aereo, Bean cerca di distrarre un bambino in preda al mal d'aria, facendo, tra le altre cose, scoppiare dei sacchetti pieni d'aria. Il giovane vomita e porge il sacchetto al protagonista, che lo riempie d'aria e lo fa scoppiare mandando l'immagine a schermo nero.
Scena 6: Mr. Bean attende l'autobus insieme a un uomo. Quando il mezzo arriva, l'uomo sale, ma l'autista non fa salire Bean. Cercando di entrare per primo nell'autobus successivo, il protagonista prova a tagliare la strada a una donna con una carrozzina, che alla fine sale sull'autobus prima di Bean approfittando di una sua distrazione, e alla presenza di un cieco. Poco dopo Bean riesce ad arrivare all'inizio della fila, mentre diverse persone vi si uniscono. Quando il bus arriva, questo non si ferma di fronte a Bean, ma prosegue ancora per alcuni metri, in questo modo le persone che si trovavano in fondo alla fila finiscono per salire per prime. Pian piano i componenti della fila riescono tutti a salire, tranne Mr. Bean, che si è ritrovato di nuovo in coda. Notando il luogo dove avviene la vicenda, tale scena sembra che sia stata parte dell'episodio "Mr. Bean è di nuovo in pista" (nella quale il protagonista aspetta l'autobus), probabilmente tagliata per ragioni di tempo. Avrebbe dovuto essere inclusa nella scena 2.
- Altri interpreti: Roger Sloman (uomo alla fermata dell'autobus), Su Douglas (donna con la lettera), John Rolfe (postino), Stephen Frost (uomo sul treno), Nick Hancock (controllore), Eryl Maynard (hostess), Hugo Mendez (bambino), Matilda Ziegler (Mamma con la carrozzina).
- Al termine dei titoli di coda viene proposta una versione riprodotta al contrario della sigla di coda.
- Location: la seconda scena, venne interamente girata lungo Dalgarno Gardens.

## Buon Natale, Mr. Bean
- Titolo originale: Merry Christmas, Mr. Bean
- Diretto da: John Birkin
- Scritto da: Robin Driscoll, Richard Curtis, Rowan Atkinson

### Trama
Scena 1: Bean si reca in un centro commerciale per acquistare alcuni accessori per l'albero di Natale: una pallina color oro, preferita a una rossa in quanto non si è rotta lanciandola a terra, e una catena luminosa di lampadine, che prova utilizzando la presa di corrente che alimenta le grandi luminarie decorative esterne del centro commerciale, facendole spegnere tutte. Mentre aspetta che il cassiere gli batta il conto, il protagonista gioca con un presepe inventandosi situazioni ridicole, finché viene richiamato.
Scena 2: Camminando per la città, Bean incontra la sua fidanzata Irma, la quale tenta di fargli capire che, come regalo di Natale, desidera un anello di fidanzamento. Dopo aver vinto un enorme tacchino imbrogliando sul peso, il protagonista svuota le tasche di un giovane scippatore regalando la refurtiva a un direttore d'orchestra che gli offre la direzione della banda. Bean dirige l'orchestra in maniera ridicola e poi, non riuscendo a comprare alcun albero a causa degli ultimi che vengono venduti, torna a casa portando con sé l'albero situato in mezzo alla piazza del mercato.
Scena 3: Bean si prepara per la vigilia di Natale addobbando l'albero rubato, sistemando le calze per Babbo Natale e creando un gigantesco petardo. Dopo aver regalato a se stesso delle cartoline di Natale tutte con lo stesso disegno, si dispera nel vedere che in televisione trasmettono solo film di guerra e dell'orrore, per cui, irritato, si sfoga su un gruppo di cantori natalizi che aveva sentito cantare alla sua porta, chiudendogliela in faccia senza donargli nulla.
Scena 4: La mattina di Natale Bean tira fuori i regali dalle calze: nella sua trova due calzini, in quella di Teddy due occhi dorati e in quella del topo un pezzo di formaggio, che piazza su una trappola. Apparecchiata la tavola, cerca di preparare il gigantesco tacchino farcendolo, ma vi perde dentro l'orologio: per cercarlo infila la testa nel tacchino rimanendovi incastrato, riuscendo a uscire grazie all'aiuto della fidanzata giunta in quel momento in cucina. Dopo una cena a base di sandwich e carote, Bean riceve in regalo un modellino di nave da costruire e consegna alla ragazza il suo regalo, ovvero la foto pubblicitaria della vetrina della gioielleria dove lei aveva visto l'anello. Irma, a tale regalo, si dispera e il protagonista, pensando di farsi perdonare, gliene offre un altro: una scatolina il cui contenuto è un uncinetto dorato per appendere la foto pubblicitaria. Disgustata, la ragazza lascia Bean che regala a se stesso il petardo, causando una possente esplosione.
- Altri interpreti: Owen Brennan (direttore d'orchestra), Matilda Ziegler (Irma Gobb).
- Location: la prima scena venne girata presso il centro commerciale Apple Market, nel quartiere di Kingston.

## Mr. Bean nella stanza 426
- Titolo originale: Mr. Bean in Room 426
- Diretto da: John Birkin
- Scritto da: Robin Driscoll, Richard Curtis, Rowan Atkinson

### Trama
Mr. Bean si reca in un albergo di lusso: dopo aver infastidito un altro cliente tentando di copiargli i dati da inserire nel modulo di prenotazione e facendo fermare continuamente l'ascensore su cui era salito premendo a ogni piano il tasto di chiamata, una volta arrivato in camera, inizia a tenere comportamenti scorretti, entrando e uscendo di continuo, ascoltando la televisione a tutto volume e praticando buchi sui muri con un trapano, per appendere quadri ed entrare nel bagno della stanza vicina (la sua ne era sprovvista). All'ora di pranzo il protagonista, dopo aver tentato invano di superare una coppia di anziani sulle scale arrampicandosi lungo la ringhiera (l'ascensore era fuori servizio e non si poteva usare), salta la fila distraendo le persone davanti a lui e si riempie il piatto con il doppio degli alimenti presi dal suo vicino. In particolare ingerisce una grande quantità di ostriche, che poi il maître, a seguito di una lamentela del vicino di tavolo di Bean, scopre essere avariate: a causa di ciò il protagonista si ammala, ha degli incubi sul cibo ingerito e ha molto caldo, per cui è costretto a coricarsi nudo. Sentendo della musica ad alto volume provenire da una stanza vicina, esce in corridoio senza vestiti per bussare e protestare, ma la porta della sua camera si chiude da sola lasciandolo fuori. Coprendosi con dei cartelli e un estintore, Bean riesce ad arrivare in reception, dove, indossando il costume di Danny La Rue, che si era esibita nell'hotel proprio quella sera, chiede la chiave della sua camera. Un attimo dopo, tuttavia, arriva la vera Danny La Rue, che, arrabbiata, smaschera il protagonista strappandogli un orecchino.
- Guest star: Danny La Rue
- Altri interpreti: Roger Brierley (proprietario dell'albergo), Michael Fenton Stevens (cliente dell'albergo)
- Location: il Queen's Hotel di Southsea è l'albergo dove si svolgono le vicende di questo episodio.

## Mr. Bean e il bebè
- Titolo originale: Mind the Baby, Mr. Bean
- Diretto da: Paul Weiland
- Scritto da: Robin Driscoll, Rowan Atkinson

### Trama
Scena 1: Bean, dopo aver chiesto indicazioni, si reca in un parco di divertimenti, ma qui si rende conto di essersi trascinato con sé una carrozzina con un bimbo, agganciatasi inavvertitamente alla maniglia del bagagliaio della sua auto, che si era aperto nel corso di una manovra. Dopo aver tentato di disfarsi di essa legandola a una giostra, il protagonista recupera il bambino da un autoscontro ma viene sgridato, per cui lo chiude in un furgoncino a gettoni in cui inserisce molte monete per farlo funzionare il più a lungo possibile. Poi si reca sulle montagne russe, annoiandosi incredibilmente e riuscendo persino ad addormentarsi, e al chiosco del tiro al bersaglio, dove, mostrando un'evidente goffaggine, tira una freccia in fronte al gestore per poi scappare. Tenta anche di barare alle slot-machine, non riuscendo a vincere nulla (vince un gettone che stupidamente rigioca e perde) e venendo umiliato da un bambino che vince tutti i gettoni. Torna poi al furgoncino per inserirvi ulteriori monete, ma è costretto a riprendersi il bambino a causa delle proteste della fila di mamme con bimbi che nel frattempo si era formata.
Scena 2: Bean si accorge che il bambino odora sgradevolmente e si rende conto che deve cambiare il pannolino. Esso viene sostituito con un orsacchiotto rubato a una bimba dal quale è stata rimossa l'imbottitura, ma viene appoggiato su una giostra; quando essa parte, il pannolino viene scagliato via e inizia a volare, finendo sfortunatamente in faccia ad alcune persone. Nel frattempo, barando pesantemente, Bean vince al tiro al bersaglio un pesce rosso, ma è costretto a metterselo in bocca perché il sacchetto è bucato e perde acqua (Dopo aver trovato una fontanella nelle vicinanze che si rivela essere non funzionante). Mentre partecipa al gioco della tombola, il protagonista si distrae esultando per la vittoria ed espelle il pesce deglutendolo involontariamente e poi rivomitandolo, sputandolo dritto in una boccia in cui c'è un altro pesce simile. Il bambino inizia a piangere, così Bean decide di comprargli un mazzo di palloncini all'elio e di agganciarli alla carrozzina, la quale si alza in aria; il protagonista riesce a farla scendere lanciando una freccia del chiosco del tiro al bersaglio con la punta temperata sui palloncini, e la carrozzina atterra proprio nel punto in cui era stata agganciata alla macchina. Lì i genitori del bimbo, che stanno comunicando alla polizia la scomparsa della carrozzina, se la vedono comparire e si commuovono, stupendosi dell'orsacchiotto usato come pannolino. Bean se ne va dopo aver fatto rumore con una sveglia di gomma portata via al bambino per sbaglio, attirando il cane del parco giochi che entra nella sua Mini, dopo che era stato rinchiuso da lui in biglietteria, e quando il protagonista, ignaro della situazione, fa nuovamente rumore con l'oggetto, l'animale abbaia spaventandolo.
- Altri interpreti: Susie McKenna (madre del bambino), Lydia Henderson-Boyle (bambina con l'orsacchiotto)
- La prima TV dell'episodio, prevista per il 17 febbraio 1993 assieme a Mr. Bean nella stanza 426, fu posticipata di un anno a causa della contemporaneità con l'omicidio di James Bulger.[senza fonte]
- Location: Clarence Pier Fun Fair è il parco di divertimenti dove si svolgono le scene fra Bean e il bambino; esso è situato a Portsmouth, nella frazione Southsea. South Parade Pier è invece la spiaggia dove il protagonista chiede indicazioni per il parco.

## Fai da te Mr. Bean

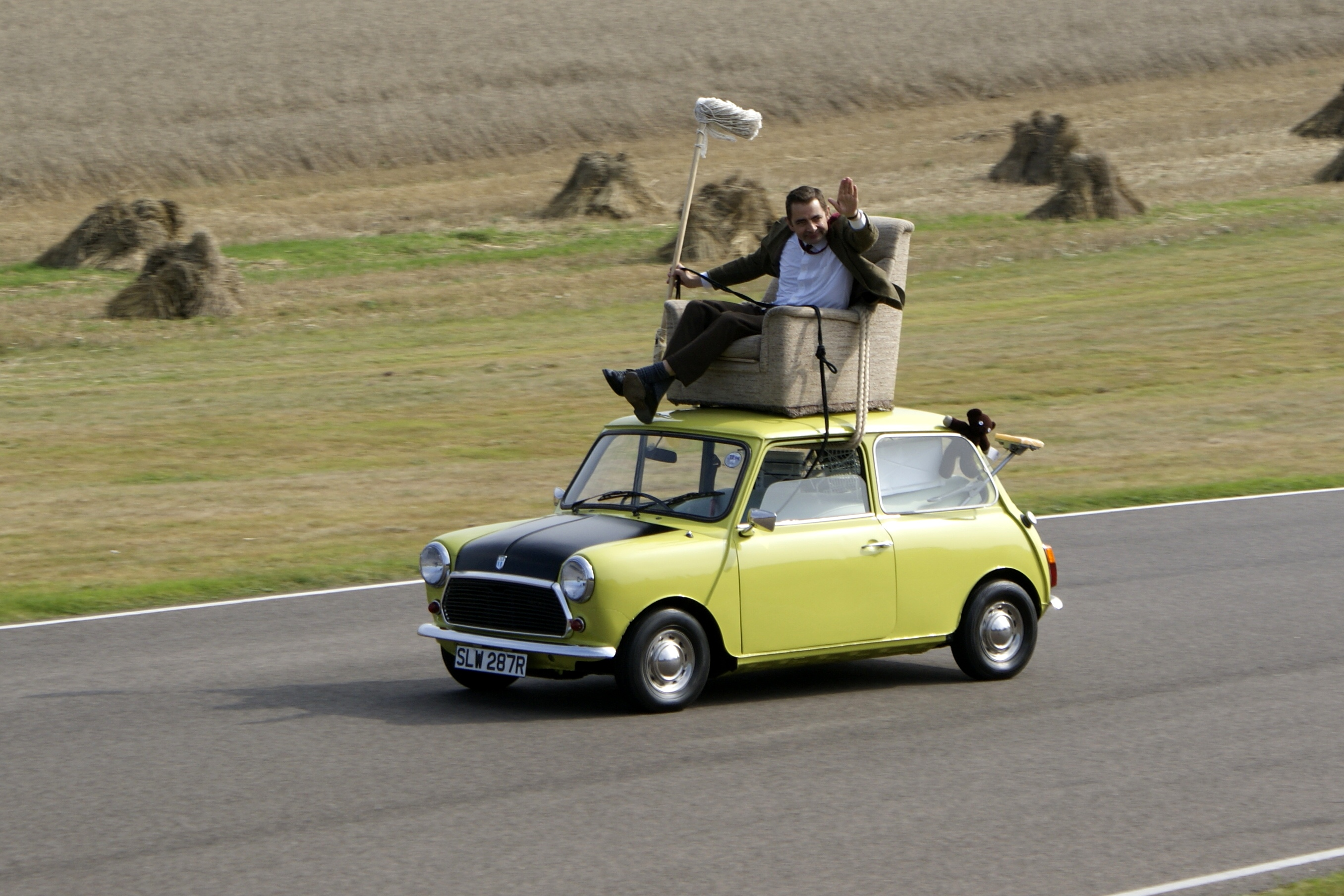
Dimostrazione del sistema di guida approntato da Mr. Bean nell'episodio Fai da te Mr. Bean

- Titolo originale: Do-It-Yourself, Mr. Bean
- Diretto da: John Birkin
- Scritto da: Robin Driscoll, Rowan Atkinson

### Trama
Scena 1: Bean invita Rupert e Hubert, due suoi amici, per la notte di San Silvestro, ma si annoiano così tanto che, quando lui va a preparare qualcosa da mangiare sostituendo lo champagne con dell'aceto zuccherato e i twiglets con dei ramoscelli d'albero intrisi di marmite, spostano le lancette dell'orologio a poco prima di mezzanotte. Dopo aver cantato Auld Lang Syne, Rupert e Hubert si congedano e si spostano nell'appartamento vicino. Quando l'anno nuovo sta veramente cominciando, Bean è quindi a letto da tempo; infatti sente il chiasso proveniente dall'appartamento vicino, guarda l'ora su una sveglia nel cassetto e si rende conto del raggiro. Si arrabbia quando scopre che Rupert e Hubert lo hanno ingannato e hanno partecipato alla festa più grande dell'appartamento del vicino, prima di spegnere la luce e tornare a dormire.
Scena 2: Bean si reca in un grande magazzino per approfittare dei saldi di gennaio. Nonostante si fosse formata all'entrata una grande fila di persone, riesce a saltarla grazie a un trucco: ha occupato la prima posizione con un sacco a pelo contenente dei palloncini e un cavolfiore.
Scena 3: Bean acquista diversi oggetti, tra cui una poltrona, dei barattoli di vernice, delle scope e dei pennelli. Dopo aver caricato l'automobile, si accorge che non c'è più posto per lui, ma riesce a risolvere l'inconveniente creando un sistema per guidare l'automobile stando seduto sulla poltrona caricata sul tetto e manovrando il volante con delle corde e i pedali con una scopa. Il sistema funziona finché Bean non si imbatte in una discesa durante la quale, nel tentativo di premere il freno, la scopa si incastra sotto i pedali e si rompe, mandando l'automobile a finire all'interno di un camion di cuscini.
Scena 4: Bean decide di imbiancare il suo appartamento ed inizia a dipingere le pareti utilizzando Teddy come pennello. Stancatosi presto, decide di incartare con fogli di giornale tutte le cose della stanza (ma quanto finisce lì finisce per coprire l'orologio del soggiorno, usa il cappello dimenticato da Hubert), e inserendo un grosso fuoco d'artificio nel barattolo di vernice, per farlo esplodere. Accesa la miccia, Bean esce dall'appartamento, ma poco dopo entra Hubert per recuperare il suo cappello. Dopo l'esplosione, Bean rientra nel suo appartamento e nota che la sua invenzione ha funzionato, ma che alcune parti non si sono verniciate: è un'orma a forma di un uomo che prende un cappello.
- Location: la seconda scena venne girata presso il grande magazzino Arding & Hobs, nel quartiere di Clapham.

## Mr. Bean ritorna a scuola
- Titolo originale: Back to School, Mr. Bean
- Diretto da: Paul Weiland
- Scritto da: Robin Driscoll, Rowan Atkinson

### Trama
Mr. Bean si reca a un open day: parcheggiata l'auto in un posto riservato, spingendo fuori da esso un veicolo dello stesso modello e colore, inizia a disturbare alcune persone al lavoro: fa assumere posizioni bizzarre ai militari, impedisce ad un uomo di vedere varie cose su un muro, stacca dei francobolli dall'album di un filatelico e fa sbavare l'inchiostro di uno scrivano su un manoscritto antico spaventandolo. Successivamente utilizza un generatore elettrico, assorbendo un'eccessiva quantità di elettricità: a causa di ciò gli resta attaccato alla mano un volantino, di cui riuscirà a liberarsi solo grazie all'aiuto di una signora, la cui sottana si solleverà a causa dell'elettricità statica accumulata dal foglio. Dopo aver provocato un'esplosione all'interno di un laboratorio di chimica, Bean si sposta nel laboratorio di disegno, dove gli viene chiesto di disegnare un cesto di frutta e una donna nuda: per riuscire a eseguire il ritratto senza essere disturbato dal nudo della modella, crea con l'argilla una specie di reggiseno che applica al seno della donna. In seguito partecipa a una lezione di judo, ma è impaurito dalla mossa che l'istruttore vuole eseguire sugli allievi, che consiste nell'atterrare l'avversario: quando arriva il suo turno, Bean confonde l'istruttore facendolo inchinare eccessivamente, lo atterra da dietro e lo avvolge nel tatami. Nello spogliatoio si accorge che qualcuno gli ha preso accidentalmente i pantaloni: accortosi che li ha indosso un uomo chiuso in bagno, lo distrae e gli prende i pantaloni dal basso. Uscito all'aperto, Bean nota che la sua Mini è stata spostata in mezzo alla strada: mentre si trova nei pressi di un chiosco dei pasticcini, un carro armato passa sopra l'automobile come parte di una dimostrazione, distruggendola. Dopo aver visto tutto ciò, fa cadere il suo cupcake per terra e, sul punto di piangere, Bean esamina tristemente i rottami e nota che la serratura e il lucchetto sono intatti. Soddisfatto, sorride e se ne va, concludendo l'episodio.
- Altri interpreti: Suzanne Bertish (insegnante di disegno), Lucy Fleming (insegnante di chimica), David Schneider (istruttore di judo), John Clegg (scrivano), Cindy Milo (modella)
- Location: per le scene interne ed esterne all'edificio ospitante l'open day, venne scelto il Richmond Park Academy.

## Mr. Bean gioca a golf
- Titolo originale: Tee off, Mr. Bean
- Diretto da: John Birkin
- Scritto da: Robin Driscoll, Rowan Atkinson

### Trama
Scena 1: Mr. Bean si reca in una lavanderia self-service per lavare una camicia, un paralume, uno zerbino, un gommone da mare a forma di drago (che sgonfia camminandoci sopra), due dadi di tela con i puntini bianchi, l'orsacchiotto Teddy (a cui dà una cannuccia per respirare) e alcune paia di mutande, catalogate secondo i giorni della settimana. Non avendo del detersivo, grattugia una saponetta e ne versa le scaglie nella lavatrice, poi introduce gli oggetti, ma si accorge di avere indosso delle mutande che doveva lavare: decide di toglierle, ma nel farlo appoggia i pantaloni vicino ad una gonna di una cliente. Essendo il capo dello stesso colore delle braghe (marrone), la ragazza prende distrattamente queste ultime, mettendole in lavatrice, mentre Bean indossa erroneamente la gonna. Una volta fatto partire il lavaggio, il protagonista si accorge di avere indosso una gonna e tenta di non farsi notare creando una riga tra le gambe, ma viene scoperto dal vicino di lavatrice, un energumeno che lava un karate-gi, il quale inizia a prenderlo in giro. Bean poi si rende conto di aver dimenticato di introdurre un altro paio di mutande in lavatrice e tenta di indossarle, ma l'energumeno mette un piede sopra di esse e poi lo solleva facendolo cadere in avanti. Il protagonista si vendica sostituendo il bicchiere di ammorbidente del ragazzo con uno di caffè preso dal distributore, ma, per far sì che i sospetti dell'altro non ricadano su di lui, arriva addirittura a bere il liquido. L'energumeno quindi si accorge che quello che ha versato nella lavatrice era caffè, ma, vedendo che Bean ha comunque bevuto dal bicchiere che ha in mano, non capisce perché e se la prende con il gestore del locale. Dopo aver lavato e asciugato gli oggetti, il protagonista nota alcuni cambiamenti: lo zerbino ha perso la scritta, Teddy e il telo del paralume si sono ristretti e i dadi hanno perso i puntini, che si sono attaccati allo zerbino. Tenta allora di recuperare i pantaloni introducendosi in un'asciugatrice. La stessa ragazza che aveva erroneamente preso l'indumento di Bean (e che se lo è ritrovato tra la sua biancheria senza capire perché) riempie tale asciugatrice, chiude l'oblò e fa funzionare il macchinario alla massima temperatura con il protagonista dentro.
Scena 2: Mr. Bean gioca una partita a minigolf: dopo aver centrato la prima buca, molto difficile, al primo colpo, scacciando un bambino in difficoltà, manca la seconda, facilissima, tirando troppo forte e mandando la palla nell'erba. Il proprietario lo obbliga a rispettare la regola di riportare la palla nel tracciato solo con la mazza, senza toccarla con le mani; Bean quindi tira di nuovo, ma la palla finisce fuori dal recinto del campo. Da ciò inizia un lungo giro per la città nella quale il protagonista combina diversi guai nel tentativo di recuperare la palla, finita in un autobus, in una busta della spesa, in un cono gelato, in un tubo di scappamento di un'automobile, in un tombino, in un cassonetto e in un camion della nettezza urbana che lo condurrà in una discarica, senza mai toccarla. Bean riuscirà nel suo intento al tramonto, staccando la zolla di un prato dove aveva ritrovato la palla e ritornando mediante autostop al campo da minigolf, dove manda la pallina nella buca e segna sul taccuino 3427 colpi effettuati per centrarla.
- Altri interpreti: Jacqueline Defferary (cliente della lavanderia), Grant Masters (energumeno in lavanderia), David Battley (proprietario del campo di minigolf)
- Nella sigla di apertura viene utilizzato il tema del documentario The Story of Mr. Bean leggermente differente dall'originale, mentre in sigla di coda viene proposta una versione del tema Ecce homo qui est faba suonata con la chitarra acustica.
- Location: il minigolf dove gioca il protagonista è l'odierno Eternit Crazy Gold situato a Maidenhead. Alcune parti della seconda scena vennero girate lungo Jubilee Road, nel villaggio di Littlewick Green; altre ancora, ovvero quelle inerenti al fruttivendolo, presso lo Shifford Crescent di Maidenhead.

## Buonanotte Mr. Bean
- Titolo originale: Goodnight Mr. Bean
- Diretto da: John Birkin
- Scritto da: Robin Driscoll, Rowan Atkinson

### Trama
Scena 1: Bean si reca al pronto soccorso per farsi estrarre la mano incastrata in una teiera. Ritirato il numero di prenotazione, si accorge che è molto alto rispetto a quello corrente per cui decide di imbrogliare rubando il bigliettino ad altri pazienti, tra i quali a una donna completamente ingessata, e invertendo il game boy a segmenti. Tutti i vari tentativi falliscono e per giunta Bean si ritrova con l'altra mano incastrata nel cestino della carta.
Scena 2: Bean decide di farsi una foto con una Guardia Reale, non prima di averle cambiato l'aspetto, tagliandogli i baffi come Adolf Hitler, applicando alla cintura della divisa dei fiori asportati da una pianta, delle palline da ping pong sul cappello e infilzando Teddy nella baionetta. Mentre sta per scattare la foto con il flash, la guardia viene richiamata e se ne va portandosi via tutto.
Scena 3: Bean sta per andare a dormire: dopo aver usato uno spazzolino da denti elettrico per lavarsi denti e orecchie, legge con Teddy un libro di Asterix, poi ripone l'orsacchiotto sotto al letto e spegne la lampadina sparando con una pistola. Il protagonista fatica ad addormentarsi a causa di vari disturbi come i miagolii dei gatti per la strada; tenta di appisolarsi guardando una noiosa partita di scacchi in TV che però viene interrotta da una pubblicità con musica rock ad alto volume, svegliando Bean. Alla fine riesce a prendere sonno solo contando, con l'aiuto di una calcolatrice, delle pecore raffigurate su un cartellone. Dopo i titoli di coda, rotola giù dal letto e cade sul pavimento, concludendo l'episodio.
- Altri interpreti: Rupert Vansittart (guardia)
- La scena in cui Bean spegne la lampadina con un colpo di pistola è stata tagliata da alcuni canali per bambini a causa del contenuto ritenuto violento.[senza fonte]
- Location: nella prima scena, Vezey Strong Wing fu l'edificio scelto per gli esterni dell'ospedale.

## Mr. Bean mani di forbice
- Titolo originale: Hair By Mr. Bean of London
- Diretto da: John Birkin
- Scritto da: Robin Driscoll, Rowan Atkinson

### Trama
Scena 1: Bean va dal barbiere: mentre sta per essere servito, quest'ultimo si allontana lasciandolo solo. Mentre aspetta, il protagonista, indossando il camice dedicato ai clienti del barbiere, viene scambiato da altri tre clienti per l'aiutante dello stesso e, incapace di dire di no, riserva loro un trattamento pessimo: taglia i capelli di un bambino regolando il taglio con una scodella, per poi praticare una grande striscia rasata al centro del suo capo; danneggia l'ingannevole capigliatura di un uomo miope, rimuovendo il parrucchino con la macchinetta, e poi coprendo il capo rimasto privo di capelli con delle chiome emerse dalla spazzatura e incollando il tutto con la schiuma da barba; taglia il codino di un ragazzo che teneva molto a esso e che voleva tagliate solo le doppie punte. Successivamente i clienti ritornano e incolpano il barbiere del pessimo trattamento, mentre Bean fugge nascondendosi dietro un calendario del Principe Carlo.
Scena 2: Mentre si trova nei pressi di un parco dei divertimenti, Bean parcheggia l'auto in un recinto e inizia a imbrogliare nei vari giochi staccando la spina dal gioco del filo elettrico e usando oggetti contundenti per colpire il bersaglio del gioco Hit the Headmaster. In seguito fa partecipare Teddy a una sfilata di cani vincendo un grosso osso: non soddisfatto del premio, Bean prende un barattolo di miele e butta l'osso tra la folla scatenando il terrore tra i bambini e i cani.
Scena 3: Scendendo dal treno, Bean perde il biglietto e tenta di eludere i controlli nascondendosi in un sacco postale. Dopo diversi tentativi falliti viene fatto imbarcare verso Mosca.
- Altri interpreti: Colin Webb (uomo col codino), Frederick Treves (Roger), George Webb (The Headmaster).
- L'episodio fu girato nel 1995 e fu incluso come extra sulle registrazioni VHS e DVD, ma non fu originalmente trasmesso dalla televisione inglese fino al 25 agosto 2006, quando fu trasmesso sul satellite e sui canali Nickelodeon UK e Paramount Comedy 2, ma rimane il solo episodio lungo di Mr Bean che non è mai stato trasmesso sulla televisione inglese terrestre. L'episodio è stato trasmesso anche sul canale RTÉ One della televisione irlandese nel 2005.[senza fonte]